# Cuíña (Palas de Rey)
Cuíña (llamada oficialmente Santa María de Cuíña) es una parroquia y una aldea española del municipio de Palas de Rey, en la provincia de Lugo, Galicia.

## Organización territorial
La parroquia está formada por trece entidades de población, constando nueve de ellas en el nomenclátor del Instituto Nacional de Estadística español:

### Entidades de población
Entidades de población que forman parte de la parroquia:
- Carballedo
- O Cruceiro
- Cuíña
- Dorra
- Érmora
- Labagueira
- Montibeiro
- Outeiro
- A Pradeira
- Rosende
- Tallos

### Despoblados
Despoblados que forman parte de la parroquia:
- Ermita
- Ponte Santar (A Ponte Santar)

## Demografía

### Parroquia
| Gráfica de evolución demográfica de Cuíña (parroquia) entre 2000 y 2023 |
|                                                                         |
| Datos según el nomenclátor publicado por el INE.                        |

### Aldea
| Gráfica de evolución demográfica de Cuíña (aldea) entre 2000 y 2023 |
|                                                                     |
| Datos según el nomenclátor publicado por el INE.                    |